# Lista hrabstw w stanie Georgia
Lista hrabstw w stanie Georgia – stan Georgia podzielony jest na 159 hrabstw (counties). Jest to 2. miejsce (po stanie Teksas) pod względem liczebności wśród stanów USA.

## Lista alfabetyczna
| Hrabstwo      | Kod stat. | Siedziba władz | Rok założenia | Nazwa oryginalna                                                                                               | Pochodzenie | Liczba ludności | Powierzchnia [km²] | Położenie na mapie stanu |
| ------------- | --------- | -------------- | ------------- | --- | --- | --------------- | ------------------ | ------------------------ |
| Appling       | 001       | Baxley         | 1818          | Przejęty od Indian Krik na podstawie Treaty of Fort Jackson                                                    | Od nazwiska pułkownika Daniela Applinga bohatera wojny 1812 | 17419           | 1318               |                          |
| Atkinson      | 003       | Pearson        | 1917          | Utworzone z hrabstw Clinch i Coffee                                                                            | Od nazwiska pułkownika Williama Yatesa Atkinsona gubernatora Georgii (1894–1898)                                                                                           | 7609            | 875                |                          |
| Bacon         | 005       | Alma           | 1914          | Utworzone z hrabstw Pierce i Ware                                                                              | Od nazwiska senatora Augustusa Octaviusa Bacona (1754–1807) przewodniczącego pro tempore Senatu Stanów Zjednoczonych                                                       | 10103           | 738                |                          |
| Baker         | 007       | Newton         | 1825          | Utworzone z hrabstwa Early                                                                                     | Od nazwiska pułkownika Johna Bakera bohatera wojny o niepodległość Stanów Zjednoczonych                                                                                    | 4074            | 888                |                          |
| Baldwin       | 009       | Milledgeville  | 1803          | Przejęty od Indian Krik w 1802 i 1805 roku                                                                     | Od nazwiska pułkownika Abrahama Baldwina ojca-założyciela Stanów Zjednoczonych                                                                                             | 44700           | 668                |                          |
| Banks         | 011       | Homer          | 1858          | Utworzone z hrabstw Franklin i Habersham                                                                       | Od nazwiska Richarda Banksa lekarza leczącego Indian z ospy | 14422           | 606                |                          |
| Barrow        | 013       | Winder         | 1914          | Utworzone z hrabstw Gwinnett, Jackson i Walton                                                                 | Od nazwiska Davida Crenshawa Barrowa rektora University of Georgia (1906–1929)                                                                                             | 46144           | 420                |                          |
| Bartow        | 015       | Cartersville   | 1832          | Utworzone z hrabstwa Cherokee, początkowo nazwane Hrabstwo Cass na cześć generała Lewisa Cassa                 | Od nazwiska generała Francisa S. Bartowa (1816–1861), politycznego przywódcy konfederatów, pierwszego generała zabitego podczas wojny o niepodległość Stanów Zjednoczonych | 76019           | 1192               |                          |
| Ben Hill      | 017       | Fitzgerald     | 1906          | Utworzone z hrabstw Irwin i Wilcox                                                                             | Od nazwiska generała Benjamina Harveya Hilla senatora Stanów Zjednoczonych (1877–1882)                                                                                     | 17484           | 653                |                          |
| Berrien       | 019       | Nashville      | 1856          | Utworzone z hrabstw Coffee, Irwin i Lowndes                                                                    | Od nazwiska Johna MacPhersona Berriena senatora i prokuratora generalnego Stanów Zjednoczonych (1781–1856)                                                                 | 16235           | 1171               |                          |
| Bibb          | 021       | Macon          | 1822          | Utworzone z hrabstw Houston, Jones, Monroe i Twiggs                                                            | Od nazwiska Williama Wyatta Bibba senatora (1780–1820) i pierwszego gubernatora Alabamy                                                                                    | 153887          | 647                |                          |
| Bleckley      | 023       | Cochran        | 1912          | Utworzone z hrabstwa Pulaski                                                                                   | Od nazwiska Logana Edwina Bleckleya (1827–1907) sędziego Sądu najwyższego                                                                                                  | 11666           | 562                |                          |
| Brantley      | 025       | Nahunta        | 1920          | Utworzone z hrabstw Charlton, Pierce i Wayne                                                                   | Od nazwiska Williama Gordona Brantleya (1860–1934) kongresmena Stanów Zjednoczonych                                                                                        | 14629           | 1150               |                          |
| Brooks        | 027       | Quitman        | 1858          | Utworzone z hrabstw Lowndes i Thomas                                                                           | Od nazwiska Prestona S. Brooksa (1819–1857) kongresmena Stanów Zjednoczonych i bohatera wojny amerykańsko-meksykańskiej                                                    | 16450           | 1279               |                          |
| Bryan         | 029       | Pembroke       | 1793          | Utworzone z hrabstwa Chatham                                                                                   | Od nazwiska Jonathana Bryana kolonisty i słynnego przedstawiciela stanowego                                                                                                | 23417           | 1145               |                          |
| Bulloch       | 031       | Statesboro     | 1796          | Utworzone z hrabstw Bryan i Screven                                                                            | Od nazwiska Archibalda Bullocha (1729–1777) żołnierza wojny o niepodległość Stanów Zjednoczonych gubernatora Georgii (1775–1777)                                           | 55983           | 1769               |                          |
| Burke         | 033       | Waynesboro     | 1777          | Utworzone z parafii St. George                                                                                 | Od nazwiska Edmunda Burke’a (1729–1797) brytyjskiego filozofa, członka parlamentu Wielkiej Brytanii popierającego niepodległość Stanów Zjednoczonych                       | 22243           | 2152               |                          |
| Butts         | 035       | Jackson        | 1825          | Utworzone z hrabstw Henry i Monroe                                                                             | Od nazwiska Samuela Buttsa (1777–1814) bohatera wojny z Krikami | 19522           | 484                |                          |
| Calhoun       | 037       | Morgan         | 1853          | Utworzone z hrabstw Early and Baker                                                                            | Od nazwiska John C. Calhouna (1782–1850) kongresmena, senatora i wiceprezydenta Karoliny Południowej                                                                       | 6320            | 725                |                          |
| Camden        | 039       | Woodbine       | 1777          | Utworzone z parafii Mary i St Thomas                                                                           | Od nazwiska Charles Pratt, 1. hrabia Camden (1714–1794) lorda kanclerza Wielkiej Brytanii sympatyzującego z kolonistami w czasie wojny wyzwoleńczej                        | 43664           | 1632               |                          |
| Candler       | 041       | Metter         | 1914          | Utworzone z hrabstw Bulloch, Emanuel i Tattnall                                                                | Od nazwiska SamuAllen Daniel Candlera (1834–1910) członka Izby Reprezentantów Stanów Zjednoczonych i gubernatora Georgii (1898–1902)                                       | 9577            | 640                |                          |
| Carroll       | 043       | Carrollton     | 1825          | Utworzone z przez władze stanowe z ziem przjętych od Indian Krik w 1825 na podstawie Traktatu z Indian Springs | Od nazwiska Charlesa Carrolla (1737–1832) sygnatariusza Deklaracji niepodległości Stanów Zjednoczonych, senatora pierwszej kadencji i gubernatora Tennessee                | 87268           | 1292               |                          |
| Catoosa       | 047       | Ringgold       | 1853          | Utworzone z hrabstw Walker i Whitfield                                                                         | Od nazwiska Indiańsiego Catoosa z plemienia Czirokezów | 53282           | 420                |                          |
| Charlton      | 049       | Folkston       | 1854          | Utworzone z hrabstw Henry i Monroe                                                                             | Od nazwiska Robert Milledge Charltona (1807–1854), prawnika, Senator USA (1852–1854) i burmistrza Savannah                                                                 | 10282           | 781                |                          |
| Chatham       | 051       | Savannah       | 1777          | Utworzone z parafii Christ Church iSt Philip                                                                   | Od nazwiska William Pitt, 1. hrabia Chatham (1708–1778) premiera Wielkiej Brytanii sympatyzującego kolonistami w czasie wojny wyzwoleńczej                                 | 232048          | 1140               |                          |
| Chattahoochee | 053       | Cusseta        | 1854          | Utworzone z hrabstw Muscogee i Marion                                                                          | Od nazwy rzeki Chattahoochee tworzącej zachodnią granicę hrabstwa i stanu                                                                                                  | 14882           | 645                |                          |
| Chattooga     | 055       | Summerville    | 1854          | Utworzone z hrabstw Muscogee i Marion                                                                          | Od nazwy rzeki Chattooga | 25470           | 813                |                          |
| Cherokee      | 057       | Canton         | 1831          | Utworzone z ziem Indiańskich przejętych w 1831 roku                                                            | Od nazwy plemienia Czirokezów, którzy do momentu utworzenia hrabstwa kontrolowali ten teren                                                                                | 151903          | 1098               |                          |
| Clarke        | 059       | Athens         | 1801          | Utworzone z hrabstwa Jackson                                                                                   | Od nazwiska Elijah Clarke (1733–1799) bohatera wojny wyzwoleńczej | 101489          | 313                |                          |
| Clay          | 061       | Fort Gaines    | 1854          | Utworzone z hrabstw Randolph i Early                                                                           | Od nazwiska Henry Claya senatora (1777–1852) z Kentucky, sekretarza stanu Stanów Zjednoczonych, spikera Izby Reprezentantów Stanów Zjednoczonych                           | 3357            | 505                |                          |
| Clayton       | 063       | Jonesboro      | 1858          | Utworzone z hrabstw Fayette i Henry                                                                            | Od nazwiska Augustin Smith Claytona (1783–1839) lokalnego prawnika, członka Izby reprezentantów Stanów Zjednoczonych                                                       | 236517          | 370                |                          |
| Clinch        | 065       | Homerville     | 1850          | Utworzone z hrabstw Lowndes i Ware                                                                             | Od nazwiska Duncan Lamont Clincha (1784–1849) bohatera wojny 1812 oraz wojny z Seminolami, członka Izby Reprezentantów Stanów Zjednoczonych                                | 6878            | 2095               |                          |
| Cobb          | 067       | Marietta       | 1832          | Utworzone z hrabstwa Cherokee                                                                                  | Od nazwiska Thomas Willis Cobba pułkownika, bohatera wojny 1812, kongresmena Izby Reprezentantów Stanów Zjednoczonych                                                      | 607751          | 881                |                          |
| Coffee        | 069       | Douglas        | 1854          | Utworzone z hrabstw Clinch, Irwin, Telfair i Ware                                                              | Od nazwiska John E. Coffee (1782–1836) generała, bohatera wojny 1812, Alabamy                                                                                              | 37413           | 1551               |                          |
| Colquitt      | 071       | Moultrie       | 1856          | Utworzone z hrabstw Thomas i Lowndes                                                                           | Od nazwiska Walter Terry Colquitta (1799–1855), kaznodziei kościoła metodystycznego, senatora Stanów Zjednoczonych                                                         | 42053           | 1430               |                          |
| Columbia      | 073       | Moultrie       | 1790          | Utworzone z hrabstwa Richmond                                                                                  | Od nazwiska Krzysztofa Kolumba (1446–1506) | 89288           | 751                |                          |
| Cook          | 075       | Adel           | 1918          | Utworzone z hrabstwa Berrien                                                                                   | Od nazwiska Philip Cook (1817–1894), generała wojsk konfederackich, sekretarza stanu                                                                                       | 15771           | 593                |                          |
| Coweta        | 077       | Newnan         | 1826          | Utworzone z ziem Indian Krik na podstawie traktatu w Indian Springs 1825 oraz cesji w 1826                     | Od nazwy żyjącego w okolicach Columbus szczepu Coweta z plemienia Indian Krik                                                                                              | 89215           | 1147               |                          |
| Crawford      | 079       | Knoxville      | 1822          | Utworzone z hrabstwa Houston                                                                                   | Od nazwiska William Harris Crawforda (1772–1834), senatora, sekretarza skarbu Stanów Zjednoczonych                                                                         | 12495           | 842                |                          |
| Crisp         | 081       | Cordele        | 1905          | Utworzone z hrabstwa Dooly                                                                                     | Od nazwiska Charles Frederick Crisp (1845–1896), spikera Izby Reprezentantów Stanów Zjednoczonych                                                                          | 21996           | 710                |                          |
| Dade          | 083       | Trenton        | 1837          | Utworzone z hrabstwa Walker                                                                                    | Od nazwiska Francis L. Dade (1793–1835), bohatera, majora w wojnach z Seminolami,                                                                                          | 15154           | 451                |                          |
| Dawson        | 085       | Dawsonville    | 1857          | Utworzone z hrabstw Gilmer i Lumpkin                                                                           | Od nazwiska William Crosby Dawson (1798–1857), senatora Stanów Zjednoczonych                                                                                               | 15999           | 446                |                          |
| Decatur       | 087       | Bainbridge     | 1823          | Utworzone z hrabstwa Early                                                                                     | Od nazwiska Komodora Stephen Decatur (1779–1820), bohatera wojny brytyjsko-amerykańskiej                                                                                   | 28240           | 1546               |                          |
| DeKalb        | 089       | Decatur        | 1822          | Utworzone z hrabstwa Henry, Gwinnett i Fayette                                                                 | Od nazwiska Johann DeKalb (1721–1780), Niemca – towarzysza Marie Joseph de La Fayette, generalnego inspektora armii kolonistów                                             | 665865          | 694                |                          |
| Dodge         | 091       | Eastman        | 1870          | Utworzone z hrabstw Montgomery, Pulaski i Telfair                                                              | Od nazwiska William Earle Dodge, nowojorskiego biznesmena, współzałożyciela koncernu Phelps Dodge                                                                          | 19171           | 1298               |                          |
| Dooly         | 093       | Vienna         | 1821          | Utworzone z ziem Indian Krik przejętych w 1821 roku                                                            | Od nazwiska John Dooly (1740–1780), pułkownika, bohatera rewolucji amerykańskiej                                                                                           | 11525           | 1018               |                          |
| Dougherty     | 095       | Albany         | 1853          | Utworzone z hrabstwa Baker                                                                                     | Od nazwiska Charles Dougherty (1801–1853), zasłużonego sędziego z miasta Athens                                                                                            | 96065           | 855                |                          |
| Douglas       | 097       | Douglasville   | 1870          | Utworzone z hrabstw Campbell i Carroll                                                                         | Od nazwiska Stephen A. Douglasa (1813–1861), demokratycznego kongresmena z Illinois, kontrkandydata Abrahama Lincolna w wyborach prezydenckich w 1860 roku                 | 92174           | 515                |                          |
| Early         | 099       | Blakely        | 1818          | Utworzone z ziem Indian Krik przejętych w 1814 roku                                                            | Od nazwiska Peter Early (1773–1817) dziesiątego gubernatora Georgii | 12354           | 1323               |                          |
| Echols        | 101       | Statenville    | 1870          | Utworzone z hrabstw Campbell i Carroll                                                                         | Od nazwiska Robert Milner Echolsa (1798–1847), członka władza ustawodawczych Georgii i bohatera wojny amerykańsko-meksykańskiej                                            | 3754            | 1046               |                          |
| Effingham     | 103       | Springfield    | 1777          | Utworzone z parafii Mathew i St Philip                                                                         | Od nazwiska Thomasa Howarda, trzeciego hrabiego Effingham (1746–1791), sympatyzującego z amerykańskim ruchem niepodległościowym                                            | 37535           | 1243               |                          |
| Elbert        | 105       | Elberton       | 1790          | Utworzone z hrabstwa Wilkes                                                                                    | Od nazwiska Samuel Elbert (1740–1788), generała rewolucji amerykańskiej, późniejszego gubernatora Georgii                                                                  | 20511           | 956                |                          |
| Emanuel       | 107       | Swainsboro     | 1812          | Utworzone z hrabstw Bulloch i Montgomery                                                                       | Od nazwiska Davida Emanuela (1744–1808), gubernatora Georgii | 21837           | 1777               |                          |
| Evans         | 109       | Claxton        | 1914          | Utworzone z hrabstw Bulloch i Tattnall                                                                         | Od nazwiska Clement Anselm Evans (1832–1911), generała, bohatera wojny secesyjnej                                                                                          | 10495           | 479                |                          |
| Fannin        | 111       | Blue Ridge     | 1854          | Utworzone z hrabstw Gilmer i Union                                                                             | Od nazwiska James Fannin (1809–1836), pułkownika, bohatera rewolucji teksańskiej                                                                                           | 19798           | 1000               |                          |
| Fayette       | 113       | Fayetteville   | 1821          | Utworzone z ziem Indian Krik przejętych w 1821 roku                                                            | Od nazwiska Marie Joseph de La Fayette (1757–1834), francuskiego bohatera (1809–1836), pułkownika, bohatera rewolucji amerykańskiej                                        | 91263           | 510                |                          |
| Floyd         | 115       | Rome           | 1832          | Utworzone z hrabstwa Cherokee                                                                                  | Od nazwiska John Floyd (1769–1839), generała, przywódcę walk z Indianami, członka Izby Reprezentantów Stanów Zjednoczonych                                                 | 90565           | 1329               |                          |
| Forsyth       | 117       | Cumming        | 1832          | Utworzone z hrabstwa Cherokee                                                                                  | Od nazwiska John Forsyth (1780–1841), sekretarza stanu Stanów Zjednoczonych za prezydentury Martina Van Burena                                                             | 98407           | 585                |                          |
| Franklin      | 119       | Carnesville    | 1784          | Utworzone z ziem Indian Krik i Czirokezów przejętych w 1783 roku                                               | Od nazwiska Benjamin Franklin (1706–1790), pisarza, wynalazcy, ojca-założyciela Stanów Zjednoczonych                                                                       | 19798           | 681                |                          |
| Fulton        | 121       | Atlanta        | 1853          | Utworzone z hrabstw DeKalb, Campbell, Milton i części Cobb                                                     | Od nazwiska Robert Fulton, inżyniera, wynalazcy łodzi parowej | 816006          | 1370               |                          |
| Gilmer        | 123       | Ellijay        | 1832          | Utworzone z hrabstwa Cherokee                                                                                  | Od nazwiska George Rockingham Gilmer (1780–1859), 16. gubernatora Georgii                                                                                                  | 23456           | 1106               |                          |
| Glascock      | 125       | Gibson         | 1857          | Utworzone z hrabstwa Warren                                                                                    | Od nazwiska Thomas Glascock (1780–1841), generała, bohatera wojen James Fannin (1809–1836), pułkownika, bohatera wojny brytyjsko-amerykańskiej i wojen z Seminolami,       | 2556            | 373                |                          |
| Glynn         | 127       | Brunswick      | 1777          | Utworzone z parafii St David and St Patrick                                                                    | Od nazwiska John Glynn (1722–1779), brytyjskim członkiem parlamentu, sympatyzującego z ruchami niepodległościowymi w Ameryce                                               | 67568           | 1093               |                          |
| Gordon        | 129       | Blue Ridge     | 1854          | Utworzone z hrabstw Gilmer i Union                                                                             | Od nazwiska William Washington Gordon (1796–1842), pierwszego prezydenta Central of Georgia Railway                                                                        | 44104           | 919                |                          |
| Grady         | 131       | Cairo          | 1905          | Utworzone z hrabstw Decatur i Thomas                                                                           | Henry Woodfin Grady (1850–1889), słynnego mówcy i redaktora Atlanta Constitution                                                                                           | 23659           | 1186               |                          |
| Greene        | 133       | Greensboro     | 1786          | Utworzone z hrabstwa Washington                                                                                | Od nazwiska Nathanael Greene (1742–1786), generała, bohatera rewolucji amerykańskiej                                                                                       | 14406           | 1005               |                          |
| Gwinnett      | 135       | Lawrenceville  | 1818          | Utworzone z ziem Indian Krik i Czirokezów przeję tych w latach 1817–1818                                       | Od nazwiska Button Gwinnett (1735–1777), delegata Georgii na Kongres Kontynentalny i który podpisywał Deklarację niepodległości Stanów Zjednoczonych                       | 757104          | 1121               |                          |
| Habersham     | 137       | Clarkesville   | 1818          | Utworzone z ziem Indian Czirokezów przejętych w latach 1817–1819                                               | Od nazwiska Josepha Habershama (1751–1815), bohatera rewolucji amerykańskiej, poczmistrza generalnego Stanów Zjednoczonych w gabinecie George Washingtona                  | 35902           | 720                |                          |
| Hall          | 139       | Gainesville    | 1818          | Utworzone z ziem Indian Czirokezów przejętych w latach 1817–1819                                               | Od nazwiska Lyman Hall (1724–1790) delegata Georgii na Kongres Kontynentalny i który podpisywał Deklarację niepodległości Stanów Zjednoczonych, gubernatora Georgii        | 139277          | 1020               |                          |
| Hancock       | 141       | Sparta         | 1786          | Utworzone z hrabstw Washington i Greene                                                                        | Od nazwiska John Hancock (1737–1793), przewodniczącego Kongresu Kontynentalnego i który pierwszy podpisał Deklarację niepodległości Stanów Zjednoczonych                   | 10076           | 1225               |                          |
| Haralson      | 143       | Buchanan       | 1856          | Utworzone z hrabstw Carroll i Polk                                                                             | Od nazwiska Hugh Anderson Haralsona (1805–1854), kongresmena Stanów Zjednoczonych                                                                                          | 25690           | 730                |                          |
| Harris        | 145       | Hamilton       | 1827          | Utworzone z hrabstw Muscogee i Troup                                                                           | Od nazwiska Charles Harris (1772–1827), prominentnego prawnika z Savannah                                                                                                  | 23695           | 1202               |                          |
| Hart          | 147       | Hartwell       | 1853          | Utworzone z hrabstw Elbert i Franklin                                                                          | Od nazwiska Nancy Morgan Hart (1735–1830), bohaterki rewolucji amerykańskiej                                                                                               | 22997           | 601                |                          |
| Heard         | 149       | Franklin       | 1830          | Utworzone z hrabstw Carroll, Coweta i Troup                                                                    | Od nazwiska Stephen Hearda (1740–1815), bohatera rewolucji amerykańskiej                                                                                                   | 11012           | 767                |                          |
| Henry         | 151       | McDonough      | 1821          | Utworzone z ziem Indian Krik przejętych w latach 1821                                                          | Od nazwiska Patricka Henry’ego (1736–1799), prominentnego prawnika, mówcę i ojca-założyciela Stanów Zjednoczonych                                                          | 119341          | 837                |                          |
| Houston       | 153       | Perry          | 1821          | Utworzone z ziem Indian Krik przejętych w roku 1821                                                            | Od nazwiska John Houstouna (1744–1796), członka Kongresu Kontynentalnego, gubernator Georgii                                                                               | 119341          | 837                |                          |
| Irwin         | 155       | Ocilla         | 1818          | Utworzone z ziem Indian Krik przejętych w latach 1814 i 1818                                                   | Od nazwiska Jared Irwin (1751–1818), który unieważnił skandal Yazoo land                                                                                                   | 9931            | 925                |                          |
| Jackson       | 157       | Jefferson      | 1796          | Utworzone z hrabstwa Franklin                                                                                  | Od nazwiska James Jacksona (1757–1806), bohatera rewolucji amerykańskiej                                                                                                   | 41589           | 886                |                          |
| Jasper        | 159       | Monticello     | 1807          | Utworzone z hrabstwa Baldwin                                                                                   | Od nazwiska William Jasper (1750–1779), bohatera rewolucji amerykańskiej                                                                                                   | 11426           | 958                |                          |
| Jeff Davis    | 161       | Hazlehurst     | 1905          | Utworzone z hrabstw Appling i Coffee                                                                           | Od nazwiska Jefferson Davis (1808–1889), pierwszego i jedynego prezydenta Skonfederowanych Stanów Ameryki                                                                  | 12684           | 862                |                          |
| Jefferson     | 163       | Louisville     | 1796          | Utworzone z hrabstw Burke i Warren                                                                             | Od nazwiska Thomas Jefferson (1743–1826), trzeciego prezydenta Stanów Zjednoczonych                                                                                        | 17266           | 1368               |                          |
| Jenkins       | 165       | Millen         | 1905          | Utworzone z hrabstw Bulloch, Burke, Emanuel i Screven                                                          | Od nazwiska Charles J. Jenkinsa (1805–1883), gubernatora Georgii | 8575            | 906                |                          |
| Johnson       | 167       | Wrightsville   | 1858          | Utworzone z hrabstw Emanuel, Laurens i Washington                                                              | Od nazwiska Herschel Vespasian Johnson (1812–1880), gubernatora Georgii i senatora Stanów Zjednoczonych                                                                    | 8560            | 787                |                          |
| Jones         | 169       | Gray           | 1807          | Utworzone z hrabstwa Baldwin                                                                                   | Od nazwiska Jamesa Jonesa (1769–1801), kongresmena Stanów Zjednoczonych | 23639           | 1020               |                          |
| Lamar         | 171       | Barnesville    | 1920          | Utworzone z hrabstw Monroe i Pike                                                                              | Od nazwiska Luciusa Lamara (1825–1893), senatora Stanów Zjednoczonych i sędziego Sądu Najwyższego Stanów Zjednoczonych                                                     | 15912           | 479                |                          |
| Lanier        | 173       | Lakeland       | 1920          | Utworzone z hrabstw Berrien, Clinch i Lowndes                                                                  | Od nazwiska Sidney Lanier (1842–1881), słynnego adwokata, lingwistę, matematyka i muzyka                                                                                   | 7241            | 484                |                          |
| Laurens       | 175       | Dublin         | 1807          | Utworzone z hrabstwa Wilkinson                                                                                 | Od nazwiska John Laurens (1754–1782), pułkownika towarzysza George’a Washingtona w okresie rewolucji amerykańskiej                                                         | 44874           | 2106               |                          |
| Lee           | 177       | Leesburg       | 1807          | Utworzone z hrabstwa Wilkinson                                                                                 | Od nazwiska Johna Lee (1732–1794), bohatera rewolucji amerykańskiej | 44874           | 2106               |                          |
| Liberty       | 179       | Hinesville     | 1777          | Utworzone z parafii St Andrew, St James i St John                                                              | Nazwane na cześć szczególnego patriotyzmu mieszkańców miasta Midway w okresie walk o niepodległość                                                                         | 61610           | 1344               |                          |
| Lincoln       | 181       | Lincolnton     | 1796          | Utworzone z hrabstwa Wilkes                                                                                    | Od nazwiska Benjamin Lincoln (1733–1810), generała, bohatera rewolucji amerykańskiej                                                                                       | 8348            | 546                |                          |
| Long          | 183       | Ludowici       | 1920          | Utworzone z hrabstwa Liberty                                                                                   | Od nazwiska Crawford Williamson Long (1815–1878), lekarza, który jako pierwszy zastosował eter dietylowy do znieczulenia w czasie operacji                                 | 10304           | 1039               |                          |
| Lowndes       | 185       | Valdosta       | 1825          | Utworzone z hrabstwa Irwin                                                                                     | Od nazwiska William Jones Lowndes (1782–1822), prominentnej osoby z Karoliny Południowej w okresie tworzenia się Stanów Zjednoczonych                                      | 92115           | 1305               |                          |
| Lumpkin       | 187       | Dahlonega      | 1832          | Utworzone z hrabstw Cherokee, Habersham i Hall                                                                 | Od nazwiska Wilson Lumpkin (1783–1870), senatora Stanów Zjednoczonych i gubernatora Georgii                                                                                | 21016           | 736                |                          |
| Macon         | 193       | Oglethorpe     | 1837          | Utworzone z hrabstw Houston i Marion                                                                           | Od nazwiska Nathaniel Macon (1758–1837), generała, spikera Izby Reprezentantów Stanów Zjednoczonych                                                                        | 14074           | 1044               |                          |
| Madison       | 195       | Danielsville   | 1811          | Utworzone z hrabstw Clarke, Elbert, Franklin, Jackson i Oglethorpe                                             | Od nazwiska Jamesa Madisona (1751–1836), czwartego prezydenta Stanów Zjednoczonych, redaktora konstytucji                                                                  | 25730           | 736                |                          |
| Marion        | 197       | Buena Vista    | 1827          | Utworzone z hrabstw Lee i Muscogee                                                                             | Od nazwiska Francisa Mariona (1732–1795), generała, „lisa bagien”, bohatera rewolucji amerykańskiej                                                                        | 7144            | 951                |                          |
| McDuffie      | 189       | Thomson        | 1870          | Utworzone z hrabstw Columbia and Warren                                                                        | Od nazwiska George McDuffie (1790–1851), słynnego mówcę, gubernatora Karoliny Południowej                                                                                  | 21231           | 673                |                          |
| McIntosh      | 191       | Darien         | 1793          | Utworzone z hrabstwa Liberty                                                                                   | Od nazwiska Lachlan McIntosh (1727–1806), bohatera rewolucji amerykańskiej                                                                                                 | 10847           | 1124               |                          |
| Meriwether    | 199       | Greenville     | 1827          | Utworzone z hrabstwa Troup                                                                                     | Od nazwiska David Meriwether (1755–1822), bohatera rewolucji amerykańskiej, członka Izby Reprezentantów Stanów Zjednoczonych                                               | 22534           | 1303               |                          |
| Miller        | 201       | Colquitt       | 1856          | Utworzone z hrabstw Baker i Early                                                                              | Od nazwiska Jackson Miller (1806–1856), rektora medycznego college | 6383            | 733                |                          |
| Mitchell      | 205       | Camilla        | 1857          | Utworzone z hrabstwa Baker                                                                                     | Od nazwiska Henry Mitchell (1760–1839), generała, bohatera rewolucji amerykańskiej                                                                                         | 23932           | 1326               |                          |
| Monroe        | 207       | Greenville     | 1827          | Utworzone z ziem Indian Krik przejętych w 1821 roku                                                            | Od nazwiska James Monroe (1758–1831), piątego prezydenta Stanów Zjednoczonych, autora doktryny Monroego                                                                    | 21757           | 1026               |                          |
| Montgomery    | 209       | Mount Vernon   | 1827          | Utworzone z hrabstwa Washington                                                                                | Od nazwiska Richard Montgomery (1738–1775), bohatera rewolucji amerykańskiej                                                                                               | 8270            | 635                |                          |
| Morgan        | 211       | Madison        | 1807          | Utworzone z hrabstwa Baldwin                                                                                   | Od nazwiska Daniel Morgan (1736–1802), bohatera rewolucji amerykańskiej, członka Izby Reprezentantów Stanów Zjednoczonych                                                  | 15457           | 906                |                          |
| Murray        | 213       | Chatsworth     | 1832          | Utworzone z hrabstwa Cherokee                                                                                  | Od nazwiska Thomas W. Murray (1790–1832), członka Izby Reprezentantów Stanów Zjednoczonych                                                                                 | 15457           | 891                |                          |
| Muscogee      | 215       | Columbus       | 1826          | Utworzone z ziem Indian Krik przejętych w 1826 roku                                                            | Od nazwy plemienia Muscogee, do którego należą Krikowwie i Seminole | 186291          | 559                |                          |
| Newton        | 217       | Covington      | 1821          | Utworzone z hrabstw Henry, Jasper i Walton                                                                     | Od nazwiska John Newtona (1755–1780), żołnierza, bohatera rewolucji amerykańskiej,                                                                                         | 62001           | 715                |                          |
| Oconee        | 219       | Watkinsville   | 1875          | Utworzone z hrabstwa Clarke                                                                                    | Od nazwy rzeki Oconee tworzącej wschodnia granicę | 32808           | 482                |                          |
| Oglethorpe    | 221       | Lexington      | 1793          | Utworzone z hrabstwa Wilkes                                                                                    | Od nazwiska James Edward Oglethorpe (1696–1785), twórcy kolonii Georgia | 12635           | 1142               |                          |
| Paulding      | 223       | Dallas         | 1832          | Utworzone z hrabstwa Cherokee                                                                                  | Od nazwiska John Paulding (1759–1818), bohatera rewolucji amerykańskiej | 81678           | 813                |                          |
| Peach         | 225       | Fort Valley    | 1924          | Utworzone z hrabstw Houston i Macon                                                                            | Położone w centrum stanu, w regionie o największej produkcji brzoskwiń ((ang.) Peach)                                                                                      | 23668           | 391                |                          |
| Pickens       | 227       | Jasper         | 1853          | Utworzone z hrabstw Cherokee i Gilmer                                                                          | Od nazwiska Andrew Pickens (1739–1817), bohatera rewolucji amerykańskiej, członka Izby Reprezentantów Stanów Zjednoczonych                                                 | 22983           | 3601               |                          |
| Pierce        | 229       | Blackshear     | 1853          | Utworzone z hrabstw Appling i Ware                                                                             | Od nazwiska Franklin Pierce (1804–1869), czternastego prezydenta Stanów Zjednoczonych                                                                                      | 15636           | 888                |                          |
| Pike          | 231       | Zebulon        | 1822          | Utworzone z hrabstwa Monroe                                                                                    | Od nazwiska Zebulona Pike’a (1779–1813), odkrywcy, bohatera wojny 1812 | 13688           | 565                |                          |
| Polk          | 233       | Cedartown      | 1851          | Utworzone z hrabstw Floyd i Paulding                                                                           | Od nazwiska Jamesa Knoxa Polka (1795–1849), szesnastego prezydenta Stanów Zjednoczonych                                                                                    | 38127           | 805                |                          |
| Pulaski       | 235       | Hawkinsville   | 1808          | Utworzone z hrabstwa Laurens                                                                                   | Od nazwiska Kazimierza Pułaskiego (1748–1779), polskiego generała, bohatera rewolucji amerykańskiej,                                                                       | 9588            | 640                |                          |
| Putnam        | 237       | Eatonton       | 1807          | Utworzone z hrabstwa Baldwin                                                                                   | Od nazwiska Israela Putnama (1718–1790), generała, bohatera rewolucji amerykańskiej,                                                                                       | 18812           | 891                |                          |
| Quitman       | 239       | Georgetown     | 1858          | Utworzone z hrabstw Randolph i Stewart                                                                         | Od nazwiska John Anthony Quitmana (1799–1858), wojny amerykańsko-meksykańskiej                                                                                             | 2598            | 394                |                          |
| Rabun         | 241       | Clayton        | 1819          | Utworzone z ziem Indian Czirokezów przejętych w 1819 roku                                                      | Od nazwiska William Rabun (1771–1819), gubernatora Georgii (1817–1819) | 15050           | 961                |                          |
| Randolph      | 243       | Cuthbert       | 1828          | Utworzone z hrabstwa Lee                                                                                       | Od nazwiska John Randolph of Roanoke (1773–1833), kongresmena Stanów Zjednoczonych                                                                                         | 7791            | 1111               |                          |
| Richmond      | 245       | Augusta        | 1777          | Utworzone z parafii St Paul                                                                                    | Od nazwiska Charles Lennox, 3. księcia Richmond (1735–1806), brytyjskiego arystokraty sympatyzującego z kolonistami w czasie wojny wyzwoleńczej                            | 199775          | 839                |                          |
| Rockdale      | 247       | Conyers        | 1870          | Utworzone z hrabstw Henry i Newton                                                                             | Od nazwy Kościoła Rockdale Church | 70111           | 339                |                          |
| Schley        | 249       | Ellaville      | 1857          | Utworzone z hrabstw Marion i Sumter                                                                            | Od nazwiska William Schley (1786–1858), gubernatora Georgii (1835–1837) | 3766            | 435                |                          |
| Screven       | 251       | Sylvania       | 1793          | Utworzone z hrabstw Burke i Effingham                                                                          | Od nazwiska James Screven (1744–1778), bohatera rewolucji amerykańskiej | 15374           | 1678               |                          |
| Seminole      | 253       | Donalsonville  | 1920          | Utworzone z hrabstw Decatur i Early                                                                            | Od nazwy plemienia Indian Seminoli | 9369            | 616                |                          |
| Spalding      | 255       | Griffin        | 1851          | Utworzone z hrabstw Fayette, Henry i Pike                                                                      | Od nazwiska Thomas Spaldinga (1774–1851), kongresmena Stanów Zjednoczonych, delegata na konwencję konstytucyjną USA w 1798                                                 | 58418           | 513                |                          |
| Stephens      | 257       | Toccoa         | 1905          | Utworzone z hrabstw Franklin i Habersham                                                                       | Od nazwiska Alexander Stephens (1812–1883), kongresmena Stanów Zjednoczonych, pierwszego i jedynego wiceprezydenta Skonfederowanych Stanów Ameryki                         | 25435           | 464                |                          |
| Stewart       | 259       | Lumpkin        | 1830          | Utworzone z hrabstwa Randolph                                                                                  | Od nazwiska Daniel Stewart (1759–1829), bohatera rewolucji amerykańskiej i wojny 1812                                                                                      | 5252            | 1189               |                          |
| Sumter        | 261       | Americus       | 1830          | Utworzone z hrabstwa Lee                                                                                       | Od nazwiska Thomas Sumter (1734–1832), generała, bohatera rewolucji amerykańskiej                                                                                          | 33200           | 1256               |                          |
| Talbot        | 263       | Talbotton      | 1827          | Utworzone z hrabstwa Muscogee                                                                                  | Od nazwiska Matthew Talbot (1762–1827), przewodniczącego senatu stanowego, gubernatora                                                                                     | 6498            | 1018               |                          |
| Taliaferro    | 265       | Crawfordville  | 1825          | Utworzone z hrabstw Greene, Hancock, Oglethorpe, Warren i Wilkes                                               | Od nazwiska Benjamin Taliaferro (1750–1821), bohatera rewolucji amerykańskiej, kongresmena Stanów Zjednoczonych                                                            | 2077            | 505                |                          |
| Tattnall      | 267       | Reidsville     | 1801          | Utworzone z hrabstwa Montgomery                                                                                | Od nazwiska Josiah Tattnall (1764–1803), gubernatora Georgii, senatora Stanów Zjednoczonych                                                                                | 22305           | 1254               |                          |
| Taylor        | 269       | Butler         | 1852          | Utworzone z hrabstw Macon, Marion i Talbot                                                                     | Od nazwiska Josiah Zachary Taylor (1784–1850), dwunastego prezydenta Stanów Zjednoczonych gubernatora Georgii                                                              | 8815            | 979                |                          |
| Telfair       | 271       | McRae          | 1872          | Utworzone z hrabstwa Wilkinson                                                                                 | Od nazwiska Edward Telfair (1735–1807), drugi gubernator Georgii po zdobyciu niepodległości                                                                                | 11794           | 1142               |                          |
| Terrell       | 273       | Dawson         | 1856          | Utworzone z hrabstw Lee i Randolph                                                                             | Od nazwiska William Terrell (1778–1855), kongresmena Stanów Zjednoczonych                                                                                                  | 10970           | 870                |                          |
| Thomas        | 275       | Thomasville    | 1825          | Utworzone z hrabstw Decatur i Irwin                                                                            | Od nazwiska Jett Thomas (1776–1817), generała, bohatera wojny 1812 | 42737           | 1419               |                          |
| Tift          | 277       | Tifton         | 1805          | Utworzone z hrabstw Berrien, Irwin i Worth                                                                     | Od nazwiska Nelson Tift (1810–1891), pułkownika, kapitana marynarki konfederatów, kongresmena Stanów Zjednoczonych                                                         | 38407           | 686                |                          |
| Toombs        | 279       | Lyons          | 1905          | Utworzone z hrabstw Emanuel, Tattnall, and Montgomery                                                          | Od nazwiska Robert Toombs (1810–1885), generała, senatora Stanów Zjednoczonych, sekretarza stanu Skonfederowanych Stanów Ameryki                                           | 26067           | 951                |                          |
| Towns         | 281       | Hiawassee      | 1905          | Utworzone z hrabstw Rabun i Union                                                                              | Od nazwiska George Washington Towns (1801–1854), gubernatora Georgi w okresie antebellum                                                                                   | 9319            | 430                |                          |
| Treutlen      | 283       | Soperton       | 1917          | Utworzone z hrabstw Emanuel i Montgomery                                                                       | Od nazwiska John A. Treutlen (1726–1782), pierwszy wybrany gubernator Georgi (1777–1778)                                                                                   | 6854            | 521                |                          |
| Troup         | 285       | LaGrange       | 1826          | Utworzone z ziem Indian Krik przejętych w 1826 roku                                                            | Od nazwiska George Troup (1780–1856), gubernatora Georgi i w okresie antebellum                                                                                            | 58779           | 1072               |                          |
| Turner        | 287       | Ashburn        | 1905          | Utworzone z hrabstw Dooly, Irwin, Wilcox i Worth                                                               | Od nazwiska Henry Gray Turner (1839–1904), gubernatora, kongresmena Stanów Zjednoczonych, bohatera wojny secesyjnej                                                        | 9504            | 741                |                          |
| Twiggs        | 289       | Jeffersonville | 1809          | Utworzone z hrabstwa Wilkinson                                                                                 | Od nazwiska John Twiggs (1750–1816), generała, bohatera rewolucji amerykańskiej, gubernatora Georgii                                                                       | 10590           | 932                |                          |
| Union         | 291       | Blairsville    | 1832          | Utworzone z hrabstwa Cherokee                                                                                  | Od Unii Stanów Zjednoczonych | 17289           | 837                |                          |
| Upson         | 293       | Thomaston      | 1824          | Utworzone z hrabstw Crawford i Pike                                                                            | Od nazwiska Stephen Upson (1786–1824), słynnego legislatora stanowego | 27597           | 844                |                          |
| Walker        | 295       | Lafayette      | 1833          | Utworzone z hrabstwa Murray                                                                                    | Od nazwiska Freeman Walker (1780–1827), senatora Stanów Zjednoczonych | 61053           | 1155               |                          |
| Walton        | 297       | Monroe         | 1818          | Utworzone z ziem Indian Krik przejętych w 1818 roku                                                            | Od nazwiska George Walton (1749–1804), delegata Georgii na Kongres Kontynentalny, który podpisał Deklarację niepodległości                                                 | 60687           | 852                |                          |
| Ware          | 299       | Waycross       | 1824          | Utworzone z hrabstwa Appling                                                                                   | Od nazwiska Nicholas Ware (1769–1824), senatora Stanów Zjednoczonych | 35483           | 2339               |                          |
| Warren        | 301       | Warrenton      | 1793          | Utworzone z hrabstw Columbia, Hancock, Richmond i Wilkes                                                       | Od nazwiska Joseph Warren (1741–1775), generała, bohatera rewolucji amerykańskiej                                                                                          | 6336            | 741                |                          |
| Washington    | 303       | Sandersville   | 1784          | Utworzone z ziem Indian Krik przejętych w 1783 roku                                                            | Od nazwiska George Washington (1732–1799), pierwszego prezydenta Stanów Zjednoczonych                                                                                      | 21176           | 1761               |                          |
| Wayne         | 305       | Jesup          | 1803          | Utworzone z ziem IndianKrik przejętych w 1802 roku                                                             | Od nazwiska Anthony Wayne (1745–1796); znanego jako „Mad Anthony”, bohatera rewolucji amerykańskiej, kongresmena Stanów Zjednoczonych i wojny z Indianami                  | 26565           | 1671               |                          |
| Webster       | 307       | Preston        | 1803          | Utworzone z hrabstwa Stewart                                                                                   | Od nazwiska Daniel Webster (1782–1852), sekretarza stanu Stanów Zjednoczonych                                                                                              | 2390            | 544                |                          |
| Wheeler       | 309       | Alamo          | 1912          | Utworzone z hrabstwa Montgomery                                                                                | Od nazwiska Joseph Wheeler (1836–1906), bohatera wojny secesyjnej, kongresmena Stanów Zjednoczonych                                                                        | 6179            | 772                |                          |
| White         | 311       | Cleveland      | 1857          | Utworzone z hrabstwa Habersham                                                                                 | Od nazwiska John White, pułkownika, bohatera rewolucji amerykańskiej | 19944           | 627                |                          |
| Whitfield     | 313       | Dalton         | 1851          | Utworzone z hrabstwa Murray                                                                                    | Od nazwiska George Whitefield (1714–1770), słynnego kaznodziei twórcy domów dla chłopców niedaleko Savannah (Georgia)                                                      | 83525           | 751                |                          |
| Wilcox        | 315       | Abbeville      | 1857          | Utworzone z hrabstw Dooly, Irwin i Pulaski                                                                     | Od nazwiska Marka Wilcoxa (1800–1850), generała, legislatora Georgii | 8577            | 983                |                          |
| Wilkes        | 317       | Washington     | 1777          | Utworzone z ziem Indian Czirokezów i Krik przejętych w 1773 roku                                               | Od nazwiska John Wilkes (1727–1797), parlamentarzysty brytyjskiego sympatyzującego z niepodległością kolonii amerykańskich                                                 | 10687           | 1220               |                          |
| Wilkinson     | 319       | Irwinton       | 1803          | Utworzone z ziem Indian Krik przejętych w 1802 i 1805 roku                                                     | Od nazwiska James Wilkinson (1757–1825), bohatera rewolucji amerykańskiej i wojny 1812                                                                                     | 10220           | 1158               |                          |
| Worth         | 321       | Sylvester      | 1853          | Utworzone z hrabstw Dooly i Irwin                                                                              | Od nazwiska William J. Worth (1794–1849), generała, bohatera wojny amerykańsko-meksykańskiej                                                                               | 21967           | 1476               |                          |